# Pedro Almodóvar

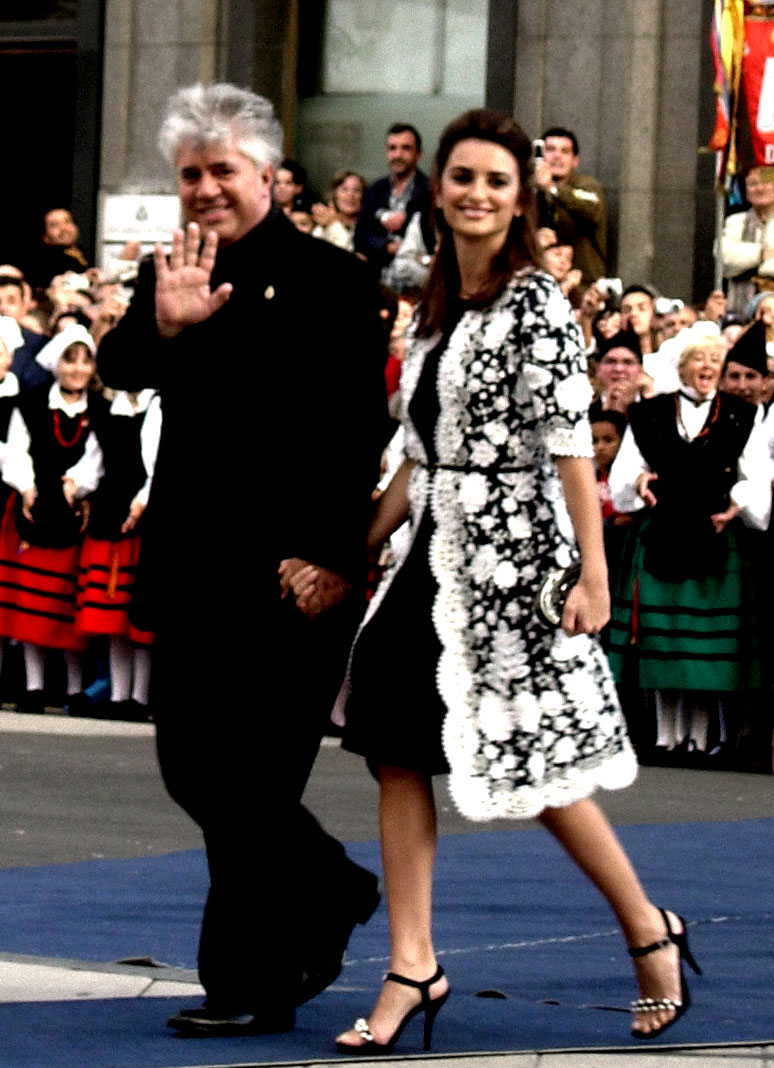
Pedro Almodóvar és Penélope Cruz

Pedro Almodóvar Caballero (Calzada de Calatrava, 1949. szeptember 25. –) Oscar- és többszörös BAFTA-díjas spanyol filmrendező, forgatókönyvíró, producer.
A spanyol mozi történetében Luis Buñuel filmrendező óta Almodóvar az első, aki az utóbbi évtizedekben nemzetközi sikerre tett szert. Több nemzetközi filmművészeti díjat tudhat magáénak, köztük két Oscar-díjat különböző kategóriákban (Mindent anyámról- legjobb idegen nyelvű film, Beszélj hozzá- legjobb eredeti forgatókönyv), illetve a Goya-díjat is számos alkalommal neki ítélték. 2017-ben a Cannes-i filmfesztivál zsűrijének elnöke volt.
1997-ben megkapta a Francia Köztársaság Becsületrendjének kitüntetését, 1998-ban pedig a spanyol kulturális minisztérium képzőművészeti aranyéremmel (Medalla de Oro al Mérito en las Bellas Artes) díjazta Asszonyok a teljes idegösszeomlás szélén című filmjét.
2009-ben a Harvard Egyetem díszdoktorává avatták, majd 2016 júniusában az Oxfordi Egyetem is díszdoktorrá fogadta.

## Életrajz

### Gyermek- és fiatalkora (1949−1985)
1949. szeptember 24-én, Calzada de Calatravában, vidéki családban, nagy szegénységben született. Bár hivatalos forrás nem erősítette meg anyakönyvi kivonatában, születési dátumként szeptember 25. szerepel. Édesapja a nagyapa által készített bort szállította állatok segítségével. A családjában a nők jelenléte meghatározó volt és ez filmjeiben is erőteljesen visszaköszön például a Volverben. Édesapja Antonio Almodóvar (élt 1980-ig) édesanyja pedig Francisca Caballero (1916-1999).
Orellana la Viejaba (Badajoz tartomány), majd Madrigalejoba költözött (Cáceres tartomány) és Cáceres városában elvégezte az érettségit, ahol szalézi és ferences atyák tanították. Ebben az időszakban kedvelte meg a mozit.
17 évesen Madridba költözött, hogy filmművészetet tanuljon, de a Filmművészeti Főiskolát Franco bezáratta, így nem tudott beiratkozni. Az 1970-es években egy független spanyol színházi társulat tagja volt. Ebben az időszakban különféle munkákat vállalt el, mígnem a Telefónica multinacionális cégnél hivatalsegédként helyezkedett el, ahol 12 évig dolgozott. Ezekben az években kezdett el Super 8-as kamerával amatőr filmeket forgatni. 1972–1978 között rövidfilmeket forgatott. Délelőttönként a Telefónica telefontársaság irodai alkalmazottja volt, esténként forgatókönyveket írt.
Fejest ugrott a hagyományos kultúrát elvető mozgalom világába (La movida madrileña) és tagja volt a Los Goliardos színtársulatnak is. Itt ismerte meg Félix Rotaetát, Carmen Maurát, illetve Fabio McNamarát (Fabio de Miguel) akivel később az Almodóvar & McNamara zenei paródiáiról híres transzvesztita punk-glam rock duót alkotta és olyan vicces számokat írtak, mint például a „Gran Ganga” (Nagy fogás) vagy a „Voy a ser mamá” (Anya leszek). Ismertté vált underground berkekben.Novellákat írt, képregényeket rajzolt. Egy kisregényt is írt, amely Fuego en las entrañas (angol cím: Fire in the Belly) címmel jelent meg, illetve nevéhez fűződik egy pornográf képregényalbum is, amely a Toda tuya (Mindenem a tiéd) címet viseli. Elbeszéléseket írt több újságba (El País, Diario 16, La Luna), illetve különböző alternatív képregény magazinokba (Star, El Víbora, Vibraciones). A történeteihez megálmodott egy saját karaktert, Patty Diphusát, aki a róla elnevezett és 1991-ben kiadott regény főhőse. A könyv hatalmas sikert aratott és a homoszexuális irodalom egyik első jelentős alkotása volt az 1990-es évek Spanyolországában.
Pár évvel később az El Vibora képregénylap állandó munkatársa lett és megduplázta az olvasottságot az Általános erekció című fotósorozatával. A Pepi, Luci, Bom és más lányok a tömegből (Pepi, Luci, Bom y otras chicas del montón) című első filmjét 1980-ban forgatta 16 mm-es filmre 18 hónapon keresztül. Ezt a filmet mindössze 500 000 pezetából, azaz körülbelül 3000 euróból rendezte. Ezt a pénzt barátaitól kapta, illetve az El Víbora magazintól az Erecciones generales (Általános erekciók) forgatókönyvéért. (Az eredeti cím egy szóviccet alkalmaz, melyben pár betű felcserélésével a parlamenti választásokból, általános erekciók lesznek). A főszerepet régi barátja, Carmen Maura alakította, a botrányos film óriási sikert aratott.
Széles körű elismerést azonban csak az 1984-ben megjelent Mit vétettem, hogy ezt érdemlem? (eredeti címe: ¿Qué he hecho yo para merecer esto?) című filmmel ért el, melynek főszerepét korábbi filmjeihez hasonlóan múzsája, Carmen Maura alakította. 1985-ben a Spanyol Televízió (TVE) megbízásából az Aranykor (La edad de oro) című műsorhoz forgatta a Tráiler para amantes de lo prohibido (angolul: Trailer for Lovers of the Forbidden) című rövidfilmet.
Fő témája filmjeiben a végletes érzelmek, a homoszexualitás, a magány. Antonio Banderasra egy színházi előadás során figyelt fel a rendező, majd 1986-ban rá osztotta a Matador egyik férfi főszerepét. Almodóvar munkásságának kezdeti időszaka a felkavaró és a saját idejében nehezen emészthető Matador című művel zárul.

### Felnőttkor
Az 1988-as Asszonyok a teljes idegösszeomlás szélén című filmje megindító női monológ a boldogságról és a magányról. A film vázlatosan Jean Cocteau 1930-as drámájára, az Emberi hangra épül. 1990-es évekre Almodóvar korábbi vehemenciája csillapodott, nyers stílusát egy visszafogottabb és finomabb ábrázolásmód váltotta fel munkáiban. Homoszexuális beállítottságát nyíltan vállalja, azonban filmjei központi témája majdnem minden esetben a nő. Az 1999-es Mindent anyámról a spanyol filmtörténelem legtöbbet díjazott alkotása (többek között Oscar, Golden Globe és cannes-i elismerésben részesült). A 2002-es Beszélj hozzá! című alkotását César-díj és Oscar-díjra jelöléssel jutalmazták. A film ellenpontja az élvezetesen katartikus Mindent anyámról emberi melegségének. A Beszélj hozzá a férfi szereplőkre koncentrál. Filmjei rendezési feladata mellett gyakran a produceri, forgatókönyvírói, zeneszerzői és látványtervezői feladatait is ellátja. A produceri teendőkben legtöbbször besegít neki fivére, Agustín Almodóvar is. Filmjeit A vágy törvénye óta az El Deseo (A Vágy) nevű produkciós cége finanszírozza.

## Stílusjegyei
Almodóvar filmjeiben a spanyol mozi megszokott hagyományos, polgári életmódot bemutató irányzatát a naturalista stílus váltja fel. Általában a városi társadalom szélére sodródottak valóságát ábrázolja, melyet botrányos és provokáló elemekkel fűszerez, többek között korrupt rendőrökkel, drogfogyasztással, bántalmazással, prostitúcióval, koraérett gyermekekkel, botcsinálta filozófusokkal, elkeseredett háziasszonyokkal és kendőzetlen homoszexualitással. Mindezt úgy jeleníti meg, hogy közben megmarad sajátos, gátlástalan humora és a nem mindennapi szexjelenetek, mint például a Pepi, Luci, Bom és más lányok a tömegből (1980) című első nagyfilmjében látható híres, leszbikus tartalmú aranyzuhany jelenet.
Első mozifilmjét, az 1978-as Folle, folle, fólleme... Timet is ez a punk stílus jellemzi.  A botrányos alkotás célja a polgárpukkasztás, mint a szürrealista irányzatot képviselő művészek esetében is. Idővel aztán finomított írásmódján és sokkal kifinomultabb és színesebb forgatókönyveket írt, melyek inkább a Douglas Sirk inspirálta melodrámákhoz állnak közel.
Későbbi alkotásai közül például a Kötözz meg és ölelj! (eredeti cím: ¡Átame!) című filmet pornográfiának titulálták az Egyesült Államokban és ennek a filmnek köszönhető az észak-amerikai NC-17-es (17 éven aluliak számára nem ajánlott) besorolás is, ahova később a Rossz nevelést (La mala educación) is sorolták. A Kötözz meg és ölelj! egy nőről szól, aki beleszeret elrablójába. A spanyol társadalom egyes csoportjai szerint Almodóvar ebben a filmjében elbagatellizálja az erőszakot.
Inspirációja általában önéletrajzi, de felismerhető Buñuel hatása is, illetve műveire jellemző a fekete humor, az egyházellenesség, a tömegkultúra és az avantgárd művészet is. A Rossz nevelés egyik alakja például egy pedofil pap.
Filmjeiben a hagyományos és a hagyományokkal szakító elemek keverednek. Ez különféle érdeklődési köreiből adódik, Almodóvar kedveli a boleró zenét, Chavela Vargast, Caetano Velosot, és a punkos stílust, a Cutre Luxot, mely a La movida madrileña mozgalom alatt született avantgárd eklektikus pop stílus. Az erősen kontrasztos és élénk színek használatán alapszik, valamint erőteljes ellentét jellemzi a szereplők és fizikai környezetük kapcsolatát. Színészként és énekesként szerzett tapasztalatai hozzájárultak rendezői és forgatókönyvírói karrierjéhez, különösen jól vázolja a női karaktereket és a drámával terhelt történeteket.

## Művészetének korszakai
Mivel Almodóvar filmjei koherens egészet alkotnak, munkájának szakértői nem értenek egyet abban, hogyan lehet a rendező munkásságát korszakokra osztani. Legtöbbször azonban a következő négy fő szakaszt szokták megkülönböztetni:  
1.Kezdeti, kísérletező korszak: Pepi, Luci, Bom és más lányok a tömegből, A szenvedélyek labirintusa (Laberinto de pasiones), Áldott mélységek (Entre tinieblas), Tráiler para amantes de lo prohibido, Mit vétettem, hogy ezt érdemlem?
2.A formai tökéletesítés korszaka: Matador, A vágy törvénye (La ley del deseo), Asszonyok a teljes idegösszeomlás szélén, Kötözz meg és ölelj!, Tűsarok (eredeti cím: Tacones lejanos), Kika
3.Társadalmi problémákat feldolgozó korszak: Titkom virága (eredeti cím: La flor de mi secreto), Beszélj hozzá (eredeti cím: Hable con ella), Memória trilógia: Mindent anyámról (Todo sobre mi madre), Eleven hús (eredeti cím: Carne trémula), Rossz nevelés.
4.Önéletrajzi ihletésű korszak: Volver, Megtört ölelések (eredeti cím: Los abrazos rotos), A bőr, amelyben élek (eredeti cím: La piel que habito), Szeretők, utazók (eredeti cím: Los amantes pasajeros), Julieta, Fájdalom és dicsőség (eredeti cím: Dolor y gloria).

## Filmográfia

### Nagyjátékfilmek
| Év   | Magyar cím                               | Eredeti cím                               | Feladatkör | Feladatkör | Feladatkör |
| Év   | Magyar cím                               | Eredeti cím                               | Rendező    | Író        | Producer   |
| ---- | ---------------------------------------- | ----------------------------------------- | ---------- | ---------- | ---------- |
| 1980 | Pepi, Luci, Bom és más lányok a tömegből | Pepi, Luci, Bom y otras chicas del montón | Igen       | Igen       | Nem        |
| 1982 | A szenvedélyek labirintusa               | Laberinto de pasiones                     | Igen       | Igen       | Igen       |
| 1983 | Áldott mélységek                         | Entre tinieblas                           | Igen       | Igen       | Nem        |
| 1984 | Mit vétettem, hogy ezt érdemlem?         | ¿Qué he hecho yo para merecer esto?       | Igen       | Igen       | Nem        |
| 1986 | Matador                                  | Matador                                   | Igen       | Igen       | Nem        |
| 1987 | A vágy törvénye                          | La ley del deseo                          | Igen       | Igen       | Nem        |
| 1988 | Asszonyok a teljes idegösszeomlás szélén | Mujeres al borde de un ataque de nervios  | Igen       | Igen       | Igen       |
| 1989 | Kötözz meg és ölelj!                     | ¡Átame!                                   | Igen       | Igen       | Nem        |
| 1991 | Tűsarok                                  | Tacones lejanos                           | Igen       | Igen       | Nem        |
| 1993 | Kika                                     | Kika                                      | Igen       | Igen       | Nem        |
| 1995 | Titkom virága                            | La flor de mi secreto                     | Igen       | Igen       | Nem        |
| 1997 | Eleven hús                               | Carne trémula                             | Igen       | Igen       | Nem        |
| 1999 | Mindent anyámról                         | Todo sobre mi madre                       | Igen       | Igen       | Nem        |
| 2002 | Beszélj hozzá                            | Hable con ella                            | Igen       | Igen       | Nem        |
| 2004 | Rossz nevelés                            | La mala educación                         | Igen       | Igen       | Igen       |
| 2006 | Volver                                   | Volver                                    | Igen       | Igen       | Nem        |
| 2009 | Megtört ölelések                         | Los abrazos rotos                         | Igen       | Igen       | Nem        |
| 2011 | A bőr, amelyben élek                     | La piel que habito                        | Igen       | Igen       | Nem        |
| 2013 | Szeretők, utazók                         | Los amantes pasajeros                     | Igen       | Igen       | Nem        |
| 2016 | Julieta                                  | Julieta                                   | Igen       | Igen       | Nem        |
| 2019 | Fájdalom és dicsőség                     | Dolor y gloria                            | Igen       | Igen       | Nem        |
| 2021 | Párhuzamos anyák                         | Madres paralelas                          | Igen       | Igen       | Nem        |
| 2024 | A szomszéd szoba                         | La habitación de al lado                  | Igen       | Igen       | Nem        |

## Jelentősebb díjak
- 2024 – Velencei Nemzetközi Filmfesztivál, Arany Oroszlán díj (A szomszéd szoba)
- 2019 – Goya-díj, legjobb film, legjobb rendező és legjobb eredeti forgatókönyv (Fájdalom és dicsőség)
- 2014 – Lumière-díj (életműdíj)
- 2006 – Cannes-i fesztivál, legjobb forgatókönyv díja (Volver)
- 2003 – Oscar-díj, legjobb eredeti forgatókönyv díja (Beszélj hozzá!)
- 2003 – BAFTA-díj, legjobb nem angol nyelvű film, legjobb eredeti forgatókönyv (Beszélj hozzá!)
- 2002 - Európai Filmdíj, Legjobb európai film (Beszélj hozzá!)
- 2003 – Bangkoki Nemzetközi Filmfesztivál, legjobb rendezés, legjobb film (Beszélj hozzá!)
- 2000 – César-díj, legjobb külföldi film (Mindent anyámról)
- 2000 – BAFTA-díj, legjobb nem angol nyelvű film
- 1999 – Oscar-díj, legjobb idegen nyelvű film díja (Mindent anyámról)
- 1999 – Cannes-i Nemzetközi Filmfesztivál, legjobb rendezés díja (Mindent anyámról)
- 1999 - Európai Filmdíj, Legjobb európai film (Mindent anyámról)
- 1993 – César-díj, legjobb külföldi film (Tűsarok)

## Magyar nyelvű kötetek
- Pedro Almodóvar. Írások, beszélgetések; szerk. Frédéric Strauss, ford. Varga Emese; Osiris, Bp., 2005 (Osiris könyvtár. Film)
- Patty Diphusa; ford. Mester Yvonne; Palatinus, Bp., 2006
- Patty Diphusa. Egy pornósztár vallomásai; ford. Mester Yvonne; Cartaphilus, Bp., 2011

## Fordítás
- Ez a szócikk részben vagy egészben  a   Pedro Almodóvar című spanyol Wikipédia-szócikk ezen változatának fordításán alapul.  Az eredeti cikk szerkesztőit annak laptörténete sorolja fel. Ez a jelzés csupán a megfogalmazás eredetét és a szerzői jogokat jelzi, nem szolgál a cikkben szereplő információk forrásmegjelöléseként.